# Малек Џазири
Малек Џазири (арап. مالك الجزيري; Бизерта, 20. јануар 1984) је бивши туниски тенисер.

## Каријера
Професионалну каријеру је започео 2003. године. Џазири је достигао највиши пласман на АТП листи у новембру 2018. када је био 46. играч света. Појавио се у квалификацијама на Аустралијан опену 2010, изгубивши у првој рунди од Михала Пшисјенжног из Пољске. Првенствено је играо на фјучерсима и челенџерима. Џазири се квалификовао за УС Опен 2011, победивши Брајана Дабула, Мајкла Ридерстеда и Гијома Руфина у квалификацијама. Ово је било први пут да је Џазири играо у главном жребу гренд слем турнира. У првом колу, победио је Тијема де Бакера у четири сета. Изгубио је у другом колу од некада осмог играча света Мардија Фиша. Током своје каријере тренирао га је Хајтем Абид.
2012. године је отпочео сезону на АТП 250 турниру у Дохи и губи у првом колу од Жо-Вилфрида Цонге након три одиграна сета. Испао је у првом колу квалификација на Аустралијан Опена од Тима Смичека. Потом је стигао до три челенџер финала у Кимперу, Кјоту и Пингоу, први пут успева да се пробије у првих 100. на листи.
У сезони на шљаци, играо је полуфинале Барлета челенџера и први пут је био у главном жребу Ролан Гароса. Победио је први меч против Немца Филипа Печнера, након тога је изгубио у другом колу од Марсела Гранољерса, притом је пропустио две меч лопте.
У сезони на трави, стигао је до другог кола у Вимблдону (изгубио од Колшрајбера), а такође је стигао до другог кола на Олимпијади у Лондону (изгубио од Џона Изнера).
Изгубио је у првом колу УС Опена, али је касније остварио најбољи резултат на АТП турнирима када је стигао до полуфинала Купа Кремља у Москви (изгубио је од каснијег шампиона Андреаса Сепија) и тако постао први Тунишанин који је играо полуфинале неког АТП турнира.
У 2013. години Џазири је почео сезону у Дубаију, где је играо са Роџером Федерером и изгубио у три тесна сета.
Џазири се први пут појавио у главном жребу Аустралијан опена 2015. године и победио Михаила Кукушкина из Казахстана и затим француског тенисера Едуара Роже-Васелена. Џазири је потом изгубио у трећем колу за аустралијског тинејџера Ника Киргиоса. Џазири је члан туниске Дејвис куп репрезентације од 2000. године.
Године 2018. играо је против Жила Милера на Аустралијан опену. На тениском првенству у Дубајиу, Џазири је победио првог носиоца и светског броја 4 Григора Димитрова, чиме је остварио своју прву победу против играча из ТОП 10. Прво АТП финале је забележио на Отвореном првенству у Истанбулу 2018. године, где је изгубио од јапанског тенисера Таро Данијела.

## АТП финала

### Појединачно: 1 (0:1)
| Легенда                        |
| ------------------------------ |
| Гренд слем турнири (0:0)       |
| Завршно првенство сезоне (0:0) |
| АТП мастерс 1000 (0:0)         |
| АТП 500 (0:0)                  |
| АТП 250 (0:1)                  |

| Финала по подлози |
| ----------------- |
| Тврда (0:0)       |
| Шљака (0:1)       |
| Трава (0:0)       |

| Финала по локацији |
| ------------------ |
| Отворено (0:1)     |
| Дворана (0:0)      |

| Исход     | Бр. | Датум        | Турнир           | Подлога | Противник    | Резултат      |
| --------- | --- | ------------ | ---------------- | ------- | ------------ | ------------- |
| Финалиста | 1.  | 6. мај 2018. | Истанбул, Турска | Шљака   | Таро Данијел | 6:7(4:7), 4:6 |

## Учинак на турнирима у појединачној конкуренцији
| Легенда | Легенда                                    | Легенда | Легенда                          |
| ------- | ------------------------------------------ | ------- | -------------------------------- |
| О/И     | однос освајања турнира и играња на турниру | Поб–пор | однос побједа и пораза           |
| НО      | турнир није одржан те године               | Н       | није учествовао на турниру       |
| КВ      | изгубио у квалификацијама                  | 1К      | изгубио у првом колу             |
| 2К      | изгубио у другом колу                      | 3К      | изгубио у трећем колу            |
| 4К      | изгубио у четвртом колу                    | ГФ      | изгубио у групној фази такмичења |
| ЧФ      | изгубио у четвртфиналу                     | ПФ      | изгубио у полуфиналу             |
| Ф       | изгубио у финалу                           | П       | освојио турнир                   |

| Година                  | 2000.                       | 2001.                       | 2002.                       | 2003.                       | 2004.                       | 2005.                       | 2006.                       | 2007.                       | 2008.                       | 2009. | 2010. | 2011. | 2012. | 2013. | 2014. | 2015. | 2016. | 2017. | 2018. | 2019. | 2020. | О/И         | Поб:пор     | %           |
| ----------------------- | --------------------------- | --------------------------- | --------------------------- | --------------------------- | --------------------------- | --------------------------- | --------------------------- | --------------------------- | --------------------------- | ----- | ----- | ----- | ----- | ----- | ----- | ----- | ----- | ----- | ----- | ----- | ----- | ----------- | ----------- | ----------- |
| Гренд слем турнири      |                             |                             |                             |                             |                             |                             |                             |                             |                             |       |       |       |       |       |       |       |       |       |       |       |       |             |             |             |
| ОП Аустралије           | Н                           | Н                           | Н                           | Н                           | Н                           | Н                           | Н                           | Н                           | Н                           | Н     | КВ1   | Н     | КВ1   | Н     | КВ1   | 3K    | 1K    | 3K    | 2K    | 1K    | Н     | 0 / 5       | 5:5         | 50%         |
| Ролан Гарос             | Н                           | Н                           | Н                           | Н                           | Н                           | Н                           | Н                           | Н                           | Н                           | Н     | Н     | Н     | 2K    | КВ2   | КВ2   | 1K    | 2K    | 1K    | 2K    | 1K    | Н     | 0 / 6       | 3:6         | 33%         |
| Вимблдон                | Н                           | Н                           | Н                           | Н                           | Н                           | Н                           | Н                           | Н                           | Н                           | Н     | Н     | Н     | 2K    | КВ3   | 1K    | 1K    | 1K    | 1K    | 1K    | 1K    | НО    | 0 / 7       | 1:7         | 13%         |
| ОП САД                  | Н                           | Н                           | Н                           | Н                           | Н                           | Н                           | Н                           | Н                           | Н                           | Н     | Н     | 2K    | 1K    | КВ3   | КВ2   | 1K    | 1K    | 2K    | 1K    | КВ1   | Н     | 0 / 6       | 2:6         | 25%         |
| Поб:пор на г. с.        | 0:0                         | 0:0                         | 0:0                         | 0:0                         | 0:0                         | 0:0                         | 0:0                         | 0:0                         | 0:0                         | 0:0   | 0:0   | 1:1   | 2:3   | 0:0   | 0:1   | 2:4   | 1:4   | 3:4   | 2:4   | 0:3   | 0:0   | 0 / 24      | 11:24       | 31%         |
| Репрезентација          |                             |                             |                             |                             |                             |                             |                             |                             |                             |       |       |       |       |       |       |       |       |       |       |       |       |             |             |             |
| Олимпијске игре         | Н                           | НО                          | НО                          | НО                          | Н                           | НО                          | НО                          | НО                          | Н                           | НО    | НО    | НО    | 2K    | НО    | НО    | НО    | 1K    | НО    | НО    | НО    | НО    | 0 / 2       | 1:2         | 33%         |
| Дејвис куп              | Г3                          | Н                           | Г3                          | Г2                          | Г2                          | Г3                          | Г3                          | Г3                          | Г2                          | Г3    | Г3    | Г2    | Г3    | Г2    | Н     | Г3    | Г2    | Г2    | Г2    | Г3    | НО    | 0 / 0       | 33:15       | 69%         |
| Поб:пор                 | 0:2                         | 0:0                         | 0:0                         | 0:1                         | 4:0                         | 1:4                         | 0:1                         | 4:0                         | 0:2                         | 4:1   | 4:0   | 2:2   | 3:1   | 2:0   | 0:0   | 2:0   | 2:2   | 3:0   | 3:1   | 0:0   | 0:0   | 0 / 2       | 34:17       | 67%         |
| АТП Мастерс 1000 серија |                             |                             |                             |                             |                             |                             |                             |                             |                             |       |       |       |       |       |       |       |       |       |       |       |       |             |             |             |
| Индијан Велс            | Н                           | Н                           | Н                           | Н                           | Н                           | Н                           | Н                           | Н                           | Н                           | Н     | Н     | Н     | Н     | Н     | Н     | 2К    | Н     | 4К    | Н     | 2К    | НО    | 0 / 3       | 5:3         | 63%         |
| Мајами                  | Н                           | Н                           | Н                           | Н                           | Н                           | Н                           | Н                           | Н                           | Н                           | Н     | Н     | Н     | Н     | Н     | 1К    | 1К    | КВ1   | 3К    | Н     | 1К    | НО    | 0 / 4       | 2:4         | 33%         |
| Монте Карло             | Н                           | Н                           | Н                           | Н                           | Н                           | Н                           | Н                           | Н                           | Н                           | Н     | Н     | Н     | Н     | Н     | Н     | КВ1   | Н     | 1К    | Н     | 1К    | НО    | 0 / 2       | 0:2         | 0%          |
| Рим                     | Н                           | Н                           | Н                           | Н                           | Н                           | Н                           | Н                           | Н                           | Н                           | Н     | Н     | Н     | Н     | Н     | Н     | Н     | КВ1   | Н     | 1К    | Н     | Н     | 0 / 1       | 0:1         | 0%          |
| Канада                  | Н                           | Н                           | Н                           | Н                           | Н                           | Н                           | Н                           | Н                           | Н                           | Н     | Н     | Н     | Н     | Н     | 2К    | Н     | Н     | Н     | КВ1   | КВ1   | НО    | 0 / 1       | 1:1         | 50%         |
| Синсинати               | Н                           | Н                           | Н                           | Н                           | Н                           | Н                           | Н                           | Н                           | Н                           | Н     | Н     | Н     | Н     | Н     | КВ2   | Н     | 1К    | КВ1   | 2К    | Н     | Н     | 0 / 2       | 0:2         | 0%          |
| Шангај                  | Није део АТП мастерс серије | Није део АТП мастерс серије | Није део АТП мастерс серије | Није део АТП мастерс серије | Није део АТП мастерс серије | Није део АТП мастерс серије | Није део АТП мастерс серије | Није део АТП мастерс серије | Није део АТП мастерс серије | Н     | Н     | Н     | Н     | Н     | 3К    | Н     | Н     | КВ2   | Н     | Н     | НО    | 0 / 1       | 2:1         | 67%         |
| Париз                   | Н                           | Н                           | Н                           | Н                           | Н                           | Н                           | Н                           | Н                           | Н                           | Н     | Н     | Н     | Н     | Н     | Н     | Н     | КВ2   | Н     | 3К    | Н     | Н     | 0 / 1       | 1:1         | 50%         |
| Поб:пор на м. т.        | 0:0                         | 0:0                         | 0:0                         | 0:0                         | 0:0                         | 0:0                         | 0:0                         | 0:0                         | 0:0                         | 0:0   | 0:0   | 0:0   | 0:0   | 0:0   | 3:3   | 1:2   | 0:1   | 5:3   | 1:3   | 1:3   | 0:0   | 0 / 15      | 11:15       | 42%         |
| Пласман на крају године | –                           | –                           | 1068                        | 1003                        | 498                         | 330                         | 531                         | 1015                        | 689                         | 315   | 333   | 118   | 116   | 168   | 76    | 103   | 58    | 98    | 45    | 201   | 249   | 3.876.377 $ | 3.876.377 $ | 3.876.377 $ |